# Institut ekumenických studií v Praze
Institut ekumenických studií v Praze je spolek, který pod záštitou Evangelické teologické fakulty UK organizuje vysokoškolské dálkové teologické studium z pohledu tří velkých křesťanských tradic - katolické, protestantské a pravoslavné. Studium je cílené na laiky a má ekumenické pojetí tj. bez orientace na konkrétní křesťanské vyznání.
Navazuje na tradici tajného teologického vzdělávání organizované v 70. a 80. letech v pražské části skryté katolické církve Ecclesia silentii. Po roce 1989 byla výuka vedena dále neformálně, v roce 1995 bylo založeno občanské sdružení, které od roku 1999 nabízí bakalářský, a od roku 2009 magisterský studijní program na půdě ETF UK.

## Studium Ecclessia silentii (1975-1989)
Postupně vznikly 4 studijní skupiny po maximálně 8 lidech, kde studenti studovali individuálně dle dostupné literatury a setkávali se s učitelem jednou za měsíc. Na studiu se v různých letech podíleli učitelé:
- Josef Zvěřina – dogmatika
- Oto Mádr – morální teologie
- Antonín Liška – Nový zákon
- Miloslav Vlk – Nový zákon
- Dominik Duka – Starý zákon

Po deseti letech byl celá koncepce přepracována díky překladu německého kurzu teologie pro jáhny, realizovaného v Eclessia silentii pod vedením Václav Dvořáka. Studium trvalo 6 let, postupně jím prošlo 10 studijních skupin na začátku s 12 a na konci 6 žáky. Samozřejmou součástí byly písemné i ústní zkoušky před komisí, písemné práce. Na výuce se podíleli:
- Jan Konzal – filosofie, fundamentální teologie, systematika a byl garant celého studia
- Václav Konzal – biblické obory
- Jan Kofroň a Jan Spousta – eklesiologie, dějiny
- Pavel Hradilek – morálka, liturgika, duchovní život

Protože původně německý kurs nebyl z pohledu učitelů úplný, byl pro vybrané studenty doplňován dalšími tématy:
- Jan Konzal – hermeneutika Písma a tradice
- Miloslav Máša – liturgika
- Václav Míšek – církevní právo

## Cesta k institutu (1989-dosud)
Po roce 1989 měli osobnosti skryté církve zdání, že studium bude integrováno do Katolické teologické fakulty, což se však ukázalo v rozporu s její předchozí integritou. Postupně byly otevřeny 4 studijní skupiny a byla vedena neúspěšná jednání nad garancí studia s Ekumenickou komisí biskupské konference, Ekumenickou radou církví.
V dubnu 1995 bylo založeno občanské sdružení, jejím zakládajícími členy byli Radim Palouš, Pavel Smetana, Václav Malý, Jan Sokol, Dušan Hejbal, Vladimír Roskovec a cíle sdružení realizovali Jan Kofroň, Ivana Noble (Dolejšová), Antonín Havlík a Pavel Hradilek. Výuka probíhala v prostorách školy Jabok a pastoračně-sociálním středisku Communio. Program na zřízení vyšší odborné školy pro Institut nebyl ministerstvem schválen a tak začala jednání se Západočeskou univerzitou v Plzni, neboť Institut neměl být vázán na konkrétní křesťanskou církev.
Nakonec přesto v roce 1999 studium přešlo pod garanci Evangelické teologické fakulty UK s bakalářským studijním programem "Teologie křesťanských tradic", který byl v roce 2009 doplněn o nabídku navazujícího magisterského studia Za prvních 15 let existence na ETF UK ho absolvovalo 80 studentů, v prvním ročníku akademického roku 2013/2014 studuje 21 studentů.
V akademickém roce 2013/2014 se na výuce bakalářského programu podíleli zejména:
- Mikuláš Vymětal – Starý zákon
- Darina Bártová – Nový zákon
- Ivana Noble – duchovní cesta křesťanství a nástroje teologie
- Zdenko Širka – hermeneutika
- Renata Hacklová – psychologie náboženství
- Jan Spousta – sociologie náboženství
- Martin Vaňáč – dějiny křesťanství
- Jiří Černý – filozofie
- Kateřina Bauer, Filip Outrata – dogmatika
- Petra Skálová-Preunkert – ekumenická eklesiologie
- Ladislav Heryán – evangelia
- Jindřich Halama – etika
- Ivan Štampach – religionistika
- Pavel Hradilek – liturgika

## Ředitelé institutu
- 1995–2000: Ivana Noble (Dolejšová)[10][11]
- 2001–2008: Martin Vaňáč
- 2009–2016: Ivana Macháčková[12]
- 2016–2024: Petr Jandejsek
- 2024–: Filip Outrata